# کلی آلبانز
کلی ان آلبانز (انگلیسی: Kelly Ann Albanese) یک هنرپیشه اهل ایالات متحده آمریکا است. وی از سال ۲۰۰۳ میلادی تاکنون مشغول فعالیت بوده‌است.